# Общество галлиполийцев

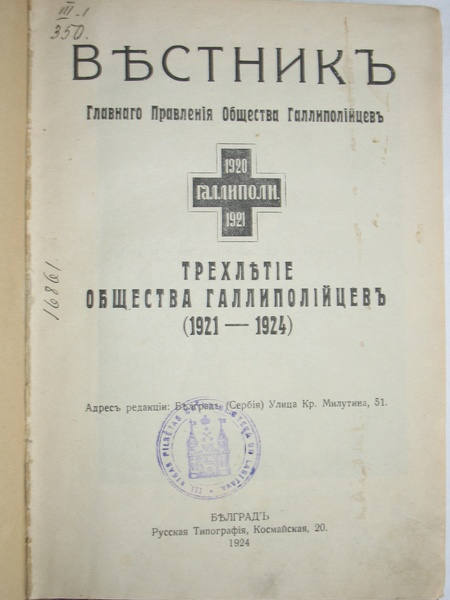
Вестник главного правления Общества Галлиполийцев

Общество галлиполийцев — русская воинская организация, созданная 22 ноября 1921 года чинами 1-го Армейского корпуса Русской армии генерала П. Н. Врангеля, расквартированными в городе Галлиполи (совр. Гелиболу) и в лагерях на Галлиполийском полуострове. Входило в состав Русского общевоинского союза (РОВС). К началу XXI века действовало лишь в США.

## История
В июне 1921 года в Галлиполи (Турция) небольшая группа младших офицеров выдвинула идею о создании особой организации «Белых воинов», которая сохранила бы их единство после переезда из лагеря. И вскоре трое обер-офицеров — Марковской железнодорожной роты капитан В. В. Орехов, штаба I-го армейского корпуса штабс-капитан Н. З. Рыбинский и 6-го отдельного бронепоездного артдивизиона подпоручик, профессор В. Х. Даватц, подали генералу от инфантерии А. П. Кутепову рапорты с предложением основать Общество галлиполийцев.
Согласно первому Уставу Общества, его действительными членами могли быть все чины 1-го армейского корпуса, имеющие право ношения нагрудного знака «Галлиполи», учреждённого генералом П. Н. Врангелем, а также гражданские лица, находившиеся в Галлиполийском лагере с частями Русской армии.
Почётным председателем Общества был избран генерал Врангель, а почётным председателем Совета Общества — генерал А. П. Кутепов. Первоначальной задачей Общества состояла в том, чтобы в случае ликвидации Русской армии это Общество смогло стать преемником 1-го армейского корпуса. Поэтому создание Общества галлиполийцев можно считать предтечей Русского общевоинского союза (РОВС). После образования 1 сентября 1924 г. [[Русский общевоинский союз|Русского общевоинского союза], Общество галлиполийцев целиком вошло в его состав и стало неразрывной частью и основой РОВСа. Принятие устава РОВС в редакции от 1988 года предоставило больше свободы действий входящим в структуру организаций и стало больше соответствовать текущему положению дел среди эмиграции. Последний устав Общества галлиполийцев был принят еще ранее, в 1985 году и также учитывал реалии жизни русской военной эмиграции.

## Организационная структура

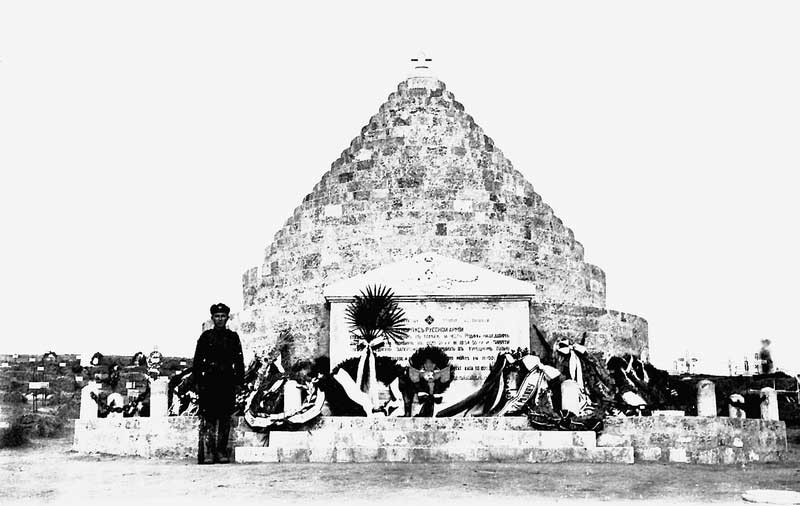
Галлиполийский памятник в день освящения и открытия 16 июля 1921 г.

В 1930-е годы Общество галлиполийцев имело свои отделы во многих странах: Бельгии, Болгарии, Венгрии, Франции, Чехословакии, Югославии, а также отделения в США и Люксембурге. Общество имело свои повременные печатные издания: газету «Галлиполиец» и журнал «Галлиполийский вестник». Вторая мировая война нарушила работу Общества. Эмиграция раскололась — какую из сторон поддерживать. Некоторые галлиполийцы приняли участие в войне на немецкой стороне. По окончании боевых действий, деятельность Общества была продолжена. К 1953 году отделы Общества галлиполийцев действовали в Бельгии, США, Франции, Южной Америке; отделения — в Австралии, Испании, Марокко, Сирии.

## В XXI веке
В начале XXI в. Общество галлиполийцев продолжало существовать только в США, под председательством Я. Л. Михеева, в составе Русского общевоинского союза (РОВС), являясь его старейшей организацией. В 2008 г. во Франции был создан и официально зарегистрирован Союз потомков галлиполийцев (председатель А. П. Григорьев, руководитель «Витязей»), который не входит в состав Общества галлиполийцев и РОВСа. Эта новая организация также объединяет в своих рядах потомков галлиполийцев, но, в отличие от Общества галлиполийцев, не имеет преемственности от созданной П. Н. Врангелем организации, носит лишь мемориальный характер и активно сотрудничает с властями Российской Федерации.
В турецком Гелиболу (Галлиполи) в 2008 г. был восстановлен разрушенный ранее памятник в память о Запорожских казаках и чинах 1 Армейского корпуса Русской армии, скончавшихся за пределами России. Восстановление произошло при содействии российских дипломатов. Активное содействие в реализации этого проекта оказали председатель Попечительского совета Центра национальной славы В. И. Якунин, поддержку выразили Патриарх Алексий II и Первоиерарх Русской православной церкви заграницей митрополит Лавр. Художественную часть проекта подготовил народный художник России Д. А. Белюкин. Торжественное открытие и освящение памятника произошло 16-18 мая 2008 года. Однако на эти торжества никто из членов Общества галлиполиийцев, РОВСа и др. активных Белых организаций русского зарубежья и России приглашён не был, что вызвало естественные в такой ситуации протесты со стороны потомков «белых воинов» из Болгарии, США и России (РОВС, Союз русских белогвардейцев и их потомков в Болгарии), в том числе тех, чьи отцы и деды похоронены в Галлиполи.
На 2016 год в Обществе галлиполийцев официально состояло только 2 человека (оба в США) из числа детей галлиполийцев (одна из них — женщина), что противоречило уставу Общества. Никакой практической работы Общество уже не вело. В связи с этим, приказом по РОВС № 14 от 5 января 2016 года, Общество галлиполийцев было официально закрыто «во избежание профанаций с использованием исторического названия организации». В память о галлиполийцах Союз потомков галлиполийцев проводит в разных странах ежегодные панихиды.